# 義虎堂
24°19′14″N 120°40′23″E / 24.320553°N 120.672980°E
義虎堂，是位於臺灣臺中市外埔區六分里的虎爺廟，與當地的虎文化有關。

## 由來
臺中外埔永豐至月眉一帶，地形就像一隻虎的臀部，地方人喚稱「虎仔腳瘡」、「虎腳瘡」，臺灣閩南語諧音為「虎家庄」。
虎家庄居民吳藤從大甲的武師蔡趖習得舞虎的表演，並創立外埔義虎團。該團為大甲五十三庄八個武術館系統之一，協助大甲媽祖的廟會、進香、護駕。吳藤兒子吳光原和吳藤弟子吳道仙，還將舞虎教授給外埔國小，並成立表演團。
2004年，經紀商江希真來外埔鄉發展休閒園區，說夢見金虎將軍，又因感到當地的虎文化特殊，所以想建立一間虎爺的廟宇。她以近3000萬元在六分村興建，廟址為甲后路水頭巷25之2號，於2006年1月14日舉行安座，由吳光原擔任主委，廟地佔地50餘坪，旁為臺灣高鐵高架。以農曆二月十八作虎爺誕辰，虎爺神像為4尺2吋高，主要的供品為雞蛋。附設有文物館，保留義虎團的老照片、歷史資料和紀錄片等，展示虎相關的民俗文化。

## 外部連結
- 義虎堂的Facebook專頁
- 台中義虎堂虎爺祖廟官網https://huyeazu.com/